# Championnat de Slovaquie de football 2016-2017
Navigation
Édition précédente Édition suivante
La saison 2016-2017 est la 24e édition du championnat de Slovaquie de football. Elle oppose les douze meilleures clubs de Slovaquie, où chaque club rencontre tous ses adversaires à trois reprises.
Lors de cette saison, l'AS Trenčín défend son titre face à 11 autres équipes dont 1 promu de deuxième division.
Trois places qualificatives pour les compétitions européennes seront attribuées par le biais du championnat (1 place au second tour de qualification de Ligue des champions 2017-2018 et 2 places au premier tour de qualification de Ligue Europa). Une autre place au premier tour de qualification pour la Ligue Europa sera garantie au vainqueur de la Slovak Cup. Le dernier du championnat est relégué en deuxième division.

## Participants
| \| D. Streda Podbrezová Ružomberok Senica S. Bratislava Myjava Trnava T. Prešov Trenčín Z. Michalovce Z. Moravce Žilina \| Localisation des clubs. |
| D. Streda Podbrezová Ružomberok Senica S. Bratislava Myjava Trnava T. Prešov Trenčín Z. Michalovce Z. Moravce Žilina                               |

Légende des couleurs
- Deuxième tour de qualification de la Ligue des Champions 2016-2017
- Premier tour de qualification de la Ligue Europa 2016-2017
- Promu de DOXXbet liga 2015-2016

| Club               | Se maintient depuis | Classement 2015-2016 | Stade                     | Capacité théorique |
| ------------------ | ------------------- | -------------------- | ------------------------- | ------------------ |
| AS Trenčín         | 2011                | 1                    | Stade na Sihoti           | 3 500              |
| Slovan Bratislava  | 2006                | 2                    | Stade Pasienky            | 12 000             |
| Spartak Myjava     | 2012                | 3                    | Stade Myjava              | 2 709              |
| Spartak Trnava     | 2002                | 4                    | Stade Antona Malatinského | 19 200             |
| MŠK Žilina         | 1996                | 5                    | Stade Pod Dubňom          | 11 313             |
| MFK Ružomberok     | 1997                | 6                    | Stade Pod Čebraťom        | 4 817              |
| Dunajská Streda    | 2013                | 7                    | DAC Aréna NTC Senec       | 6 839 3 254        |
| Šport Podbrezová   | 2014                | 8                    | ZELPO Aréna               | 4 061              |
| Zlaté Moravce      | 2010                | 9                    | Stade FC ViOn             | 4 000              |
| FK Senica          | 2009                | 10                   | OMS Arena                 | 5 070              |
| Zemplín Michalovce | 2015                | 11                   | Zemplin Stadion           | 4 440              |
| Tatran Prešov      | 2016                | 1 (D2)               | Tatran Stadium            | 5 410              |

## Classement et résultats

### Classement
| Rang | Équipe              | Pts | J  | G  | N  | P  | Bp | Bc | Diff |
| ---- | ------------------- | --- | -- | -- | -- | -- | -- | -- | ---- |
| 1    | MŠK Žilina          | 73  | 30 | 23 | 4  | 3  | 82 | 25 | +57  |
| 2    | Slovan Bratislava C | 57  | 30 | 18 | 3  | 9  | 54 | 34 | +20  |
| 3    | MFK Ružomberok      | 52  | 30 | 15 | 7  | 8  | 55 | 38 | +17  |
| 4    | AS Trenčín T        | 47  | 30 | 14 | 5  | 11 | 53 | 48 | +5   |
| 5    | Šport Podbrezová    | 45  | 30 | 12 | 9  | 9  | 34 | 31 | +3   |
| 6    | Spartak Trnava      | 43  | 30 | 12 | 7  | 11 | 34 | 37 | -3   |
| 7    | Dunajská Streda     | 42  | 30 | 10 | 12 | 8  | 37 | 44 | -7   |
| 8    | Zemplín Michalovce  | 29  | 30 | 8  | 5  | 17 | 35 | 55 | -20  |
| 9    | FK Senica           | 28  | 30 | 7  | 7  | 16 | 25 | 35 | -10  |
| 10   | Zlaté Moravce       | 22  | 30 | 5  | 7  | 18 | 29 | 55 | -26  |
| 11   | Tatran Prešov P     | 19  | 30 | 3  | 10 | 17 | 17 | 63 | -46  |
| 12   | Spartak Myjava*     | 0   | 0  | 0  | 0  | 0  | 0  | 0  | 0    |

Qualifications européennes
Ligue des champions 2017-2018
- 1er : deuxième tour de qualification

Ligue Europa 2017-2018
- 2e, 3e, 4e et C : premier tour de qualification

Rétrogradation
- 12e : rétrogradation en 4. Liga

Abréviations
- T : Tenant du titre
- C : Vainqueur de la Slovak Cup 2016-2017
- P : Promus de DOXXbet liga 2015-2016

* Le Spartak Myjava est disqualifié de la compétition le 21 décembre 2016 et rétrogradé en 4e division, tous les résultats de leurs matchs ont été annulés.

### Matchs
| Résultats (▼dom., ►ext.)                                   | DAC | POD | RUŽ | SEN | SLO | MYJ | TRV | TAT | TRČ | ZPM | ZTM | ŽIL | DAC | POD | RUŽ | SEN | SLO | MYJ | TRV | TAT | TRČ | ZPM | ZTM | ŽIL |
| Dunajská Streda                                            |     | 0-0 | 1-1 | 0-0 | 1-0 |     | 0-0 | 5-0 | 2-3 | 2-1 | 1-0 | 0-6 |     | 2-2 |     | 1-0 |     |     |     |     | 2-0 |     |     | 2-2 |
| Šport Podbrezová                                           | 0-0 |     | 3-1 | 2-0 | 2-0 |     | 1-1 | 1-1 | 2-1 | 1-0 | 1-1 | 2-2 |     |     | 0-1 |     | 2-3 |     | 0-1 |     |     | 1-4 | 2-0 |     |
| MFK Ružomberok                                             | 2-2 | 0-0 |     | 2-1 | 3-2 |     | 1-1 | 1-0 | 3-3 | 4-0 | 6-1 | 0-2 | J33 |     |     |     | 2-1 |     | 1-0 | 5-0 |     | 3-1 | 2-1 |     |
| FK Senica                                                  | 1-1 | 0-1 | 1-1 |     | 0-1 |     | 0-1 | 0-0 | 1-2 | 2-0 | 1-3 | 2-0 |     | 1-1 | 1-2 |     | 0-1 |     | 1-0 |     |     | 1-0 |     |     |
| Slovan Bratislava                                          | 3-2 | 2-0 | 2-1 | 2-0 |     |     | 0-1 | 1-1 | 4-3 | 3-1 | 3-2 | 1-0 | 1-0 |     |     |     |     |     |     | 3-1 |     | 3-1 | 1-1 | 0-1 |
| Spartak Myjava                                             |     |     |     |     |     |     |     |     |     |     |     |     |     |     |     |     |     |     |     |     |     |     |     |     |
| Spartak Trnava                                             | 2-1 | 0-2 | 0-1 | 0-1 | 0-0 |     |     | 2-0 | 1-1 | 2-3 | 4-0 | 1-2 | 1-0 |     |     |     | 0-3 |     |     | 4-0 |     | 1-0 | j33 | 1-2 |
| Tatran Prešov                                              | 0-3 | 0-2 | 2-1 | 0-4 | 0-2 |     | 1-3 |     | 1-2 | 0-0 | 1-0 | 1-1 | 1-1 | 0-2 |     | 1-0 |     |     |     |     |     | 2-2 | 1-1 |     |
| AS Trenčín                                                 | 0-1 | 0-1 | 3-1 | 3-0 | 2-1 |     | 3-3 | 1-1 |     | 4-1 | 2-0 | 2-1 |     | 2-0 | 2-1 | 1-1 | 3-2 |     | 3-4 | J33 |     |     |     |     |
| Zemplín Michalovce                                         | 1-0 | 1-3 | 1-3 | 2-0 | J33 |     | 2-0 | 2-2 | 2-1 |     | 0-0 | 0-2 | 1-2 |     |     |     | j33 |     |     |     | 2-0 |     | 5-1 | 0-1 |
| Zlaté Moravce                                              | 1-1 | 2-0 | 1-1 | 0-1 | 1-5 |     | 0-0 | 3-0 | 3-0 | 1-2 |     | 0-2 | 1-2 |     |     | 2-1 |     |     |     |     | 0-2 |     |     | 1-4 |
| MŠK Žilina                                                 | 2-2 | 1-0 | 3-2 | 4-2 | 2-1 |     | 7-0 | 4-0 | 4-0 | 7-1 | 4-1 |     |     | J33 | 3-1 | 3-2 |     |     |     | 3-0 | 3-0 |     |     |     |
| - Victoire à domicile - Match nul - Victoire à l'extérieur |     |     |     |     |     |     |     |     |     |     |     |     |     |     |     |     |     |     |     |     |     |     |     |     |

## Statistiques

### Buts marqués par journée
Ce graphique représente le nombre de buts marqués lors de chaque journée.
* indique que tous les matches de la journée n'ont pas encore été disputés ou qu'il manque des données.

### Meilleurs buteurs
| Rang | Joueur          | Club                          | Buts |
| ---- | --------------- | ----------------------------- | ---- |
| 1    | Filip Hlohovský | MŠK Žilina                    | 17   |
| 2    | Seydouba Soumah | Slovan Bratislava             | 16   |
| 3    | Michal Škvarka  | MŠK Žilina                    | 13   |
| 3    | Jakub Mareš     | MFK Ružomberok                | 13   |
| 3    | Rangelo Janga   | AS Trenčín                    | 13   |
| 6    | Tamás Priskin   | Slovan Bratislava             | 10   |
| 7    | Pavol Šafranko  | Dunajská Streda               | 8    |
| 7    | Yusuf Otubanjo  | MŠK Žilina                    | 8    |
| 7    | Nikolas Špalek  | MŠK Žilina                    | 8    |
| 10   | Erik Pačinda    | Tatran Prešov Dunajská Streda | 7    |
| 10   | Ľuboš Kolár     | Spartak Myjava                | 7    |
| 10   | Igor Žofčák     | Zemplín Michalovce            | 7    |

## Parcours en coupes d'Europe
Le parcours des clubs slovaques en coupes d'Europe est important puisqu'il détermine le coefficient UEFA, et donc le nombre de clubs slovaques présents en coupes d'Europe les années suivantes.

### Parcours européen des clubs
| AS Trenčín        | Ligue des champions | Troisième tour de qualification | Legia Varsovie |
| AS Trenčín        | Ligue Europa        | Barrages                        | Rapid Vienne   |
| Slovan Bratislava | Ligue Europa        | Deuxième tour de qualification  | FK Jelgava     |
| Spartak Myjava    | Ligue Europa        | Premier tour de qualification   | Admira Wacker  |
| Spartak Trnava    | Ligue Europa        | Troisième tour de qualification | Austria Vienne |

### Coefficient UEFA du championnat slovaque
Le classement UEFA de la fin de saison 2016-2017 permet d'établir la répartition et le nombre d'équipes pour les coupes d'Europe de la saison 2018-2019.
| Rang 2017 | Rang 2016 | Évolution | Ligue         | 2012-2013 | 2013-2014 | 2014-2015 | 2015-2016 | 2016-2017 | Coefficient | Places en Ligue des champions de l'UEFA | Places en Ligue des champions de l'UEFA | Places en Ligue des champions de l'UEFA | Places en Ligue des champions de l'UEFA | Places en Ligue des champions de l'UEFA | Places en Ligue Europa | Places en Ligue Europa | Places en Ligue Europa | Places en Ligue Europa | Places en Ligue Europa |
| Rang 2017 | Rang 2016 | Évolution | Ligue         | 2012-2013 | 2013-2014 | 2014-2015 | 2015-2016 | 2016-2017 | Coefficient | PG                                      | TB                                      | T3                                      | T2                                      | T1                                      | PG                     | TB                     | T3                     | T2                     | T1                     |
| --------- | --------- | --------- | ------------- | --------- | --------- | --------- | --------- | --------- | ----------- | --------------------------------------- | --------------------------------------- | --------------------------------------- | --------------------------------------- | --------------------------------------- | ---------------------- | ---------------------- | ---------------------- | ---------------------- | ---------------------- |
| 30        | 30        | =         | Slovénie      | 3,250     | 2,625     | 4,000     | 1,600     | 2,250     | 13,125      | -                                       | -                                       | -                                       | 1                                       | -                                       | -                      | -                      | -                      | -                      | 3                      |
| 31        | 31        | =         | Slovaquie     | 1,500     | 1,625     | 2,750     | 3,750     | 2,125     | 11,750      | -                                       | -                                       | -                                       | 1                                       | -                                       | -                      | -                      | -                      | -                      | 3                      |
| 32        | 32        | =         | Liechtenstein | 0,000     | 1,000     | 2,500     | 5,000     | 2,500     | 11,000      | -                                       | -                                       | -                                       | -                                       | -                                       | -                      | -                      | -                      | -                      | 1                      |

### Coefficient UEFA des clubs engagés en Coupe d'Europe
- Ligue des champions 2016-2017
- Ligue Europa 2016-2017

| Rang 2016 | Rang 2017 | Évolution | Club              | 2012-2013 | 2013-2014 | 2014-2015 | 2015-2016 | 2016-2017 | Coefficient UEFA |
| --------- | --------- | --------- | ----------------- | --------- | --------- | --------- | --------- | --------- | ---------------- |
| 178       | 194       | -16       | Slovan Bratislava | 0,800     | 1,325     | 2,550     | 1,750     | 0,925     | 7,350            |
| 249       | 202       | +47       | AS Trenčín        | 0,300     | 1,325     | 1,550     | 1,750     | 1,925     | 6,850            |
| 204       | 203       | +1        | Spartak Trnava    | 1,300     | 0,325     | 2,050     | 1,750     | 1,425     | 6,850            |
| -         | 354       | Nouveau   | Spartak Myjava    | 0,300     | 0,325     | 0,550     | 0,750     | 0,675     | 2,600            |